# Ayla : La Fille de la guerre
Pour plus de détails, voir Fiche technique et Distribution.
Ayla : La Fille de la guerre (Ayla) est un film dramatique turc et Coréenne réalisé par Can Ulkay, sorti en 2017. Il s'inspire d'une histoire vraie qui s'est déroulée durant la guerre de Corée.
Le film suit  Süleyman, un jeune soldat de la Brigade turque du Commandement des Nations unies en Corée, qui est envoyé en Corée pour participer à la guerre qui oppose les Coréens du Sud aux Coréens du Nord. Il y trouve un enfant coréen dont les parents ont été tués durant un massacre et décide d'en prendre soin. Au fil du temps, les deux se considèrent comme père et fille. Mais Süleyman doit s'en séparer et tente désespérément de la retrouver durant plusieurs années.

## Synopsis
Le film commence sur le massacre d'un village coréen, perpétré par les soldats de la Corée du Nord, dans lequel seule une jeune fille s'en sort vivante. Süleyman, un jeune sous-officier turc spécialisé dans la mécanique des voitures, est envoyé en 1950 en Corée pour participer à la guerre qui oppose les Coréens du Sud, soutenus par le bloc de l'Ouest dont la brigade turque en est membre, aux Coréens du Nord, soutenus par le bloc de l'Est. Il y part avec son ami Ali, grand fan de Marilyn Monroe.
Arrivé sur place, ils apprennent que la guerre est quasiment terminée et qu'ils vont retourner dans leur pays très rapidement. Mais une soudaine attaque aérienne sur leur base change la donne. En réalité, la guerre qu'ils croyaient terminée ne fait que commencer pour eux. Sur le chemin d'une autre base, Süleyman découvre une jeune fille au milieu d'un tas de cadavres et dont les parents ont été tués. Il s'agit de la jeune fille du début du film.
Pendant plusieurs mois, le jeune soldat et ses amis s'occupent d'elle, lui donnant même un nom : Ayla, en référence à la forme de lune (Ay veut dire lune en turc) de son visage. Ayla, qui apprend par ailleurs le turc, considère Süleyman comme son père et les deux deviennent inséparables. Un jour, alors que Süleyman est sauvé de justesse des mains de l'ennemi, ils apprennent que Marilyn Monroe vient en Corée faire un concert de soutien aux soldats. Ali, en tant que fan de la chanteuse américaine, souhaite y aller mais ne peut pas. Il charge alors Süleyman de lui amener un autographe, ce qu'Ayla réussit à avoir. Mais au même moment, dans l'autre base, Ali se fait tuer probablement d'un tir de sniper.
Alors que sa brigade se renouvelle et que ses amis rentrent au pays, Süleyman décide de rester en Corée pour ne pas se séparer de l'enfant qui doit être rendu aux autorités coréennes. Finalement on le presse à partir et il doit laisser l'enfant dans une école turque en Corée, l'école Ankara. Mais Ayla ne souhaite pas se séparer de Süleyman qu'elle considère comme son père et ce dernier tente de l'amener en Turquie en la cachant dans sa valise. Mais les autres découvrent rapidement la cachette et Süleyman est obligé de laisser l'enfant. Il lui promet de revenir pour elle.
De retour en Turquie, Süleyman apprend que sa promise Nuran s'est fiancée avec un autre sous la pression de son oncle, et il décide alors de rentrer chez ses parents dans sa ville natale, à Kahramanmaraş et se marie avec Nimet.  Avec l'aide de sa femme, il tente de retrouver l'enfant en faisant des demandes aux ambassades mais on lui dit que l'enfant est introuvable parce que son nom a changé. Pendant de nombreuses années, Süleyman ne pense qu'à Ayla en espérant la retrouver un jour. Il cherche en vain à la reconnaître à la télévision parmi les sauveteurs coréens volontaires durant le séisme de 1999 et parmi les fans de football coréens durant la Coupe du monde de 2002.
Après 60 ans, lors de la 60e commémoration de la guerre de Corée, une équipe de télévision souhaite faire un reportage sur les vétérans turcs. Elle apprend l'histoire de Süleyman et commence ses recherches pour retrouver Ayla, malgré les réticences de la fille biologique de Süleyman. Ils arrivent enfin à retrouver Ayla et organisent un voyage en Corée du Sud pour Süleyman. Dans un parc, en 2010, ils se retrouvent avec beaucoup d'émotion et ne se séparent plus. Le film termine avec des images réelles de la rencontre qui a eu lieu le 10 avril 2010.

## Fiche technique
Sauf indication contraire, les informations mentionnées dans cette section peuvent être confirmées par les bases de données cinématographiques IMDb et Allociné,  présentes dans la section « Liens externes ».
- Titre original : Ayla
- Titre français : Ayla : La Fille de la guerre
- Titre anglais : Ayla: The Daughter of War
- Réalisation : Can Ulkay
- Scénario : Yiğit Güralp, d'après une histoire vraie
- Direction artistique : Fırat Yünlüel
- Costumes : Baran Uğurlu
- Décors : Duygu Kütük
- Photographie : Jean-Paul Seresin
- Son : Burak Topalakçı
- Montage : Mustafa Preşeva
- Musique : Fahir Atakoğlu
- Production : Mustafa Uslu
- Société de production : Dijital Sanatlar
- Sociétés de distribution : Warner Bros., CGV Mars Dağıtım
- Pays d'origine :  Turquie,  Corée du Sud
- Langues originales : turc, anglais, coréen, chinois
- Format : couleur — 2,35:1 — Dolby Digital
- Genre : drame, historique, guerre, biographique
- Durée : 125 minutes
- Dates de sortie :
  - Turquie : 8 septembre 2017 (première mondiale), 27 octobre 2017
  - France : 8 décembre 2017
  - États-Unis : 25 février 2018
  - Corée du Sud : 21 juin 2018

## Distribution

### Acteurs principaux
- İsmail Hacıoğlu : Süleyman Dilbirliği (adulte) (sous-officier et mécanicien)
- Çetin Tekindor : Süleyman Dilbirliği (âgé)
- Kim Seol : Ayla (enfant) (fille adoptive de Süleyman)
- Kyung-Jin Lee : Ayla (adulte)
- Ali Atay : Ali (sergent et ami de Süleyman)
- Murat Yıldırım : Mesut (lieutenant turc et ami de Süleyman)
- Taner Birsel : Fuat (major et ami de Süleyman)
- Büşra Develi : Nimet Dilbirliği (adulte) (épouse de Süleyman)
- Meral Çetinkaya : Nimet Dilbirliği (âgée)
- Damla Sönmez : Nuran (première amoureuse de Süleyman)

### Acteurs secondaires
- Sinem Uslu : Özge (journaliste turque)
- Eric Roberts : Coulter (major général américain)
- Esra Dermancıoğlu : Sebahat Dilbirliği (fille biologique de Süleyman)
- Kim Byoung-Soon : Byoung-Soon (général sud-coréen)
- Cade Carradine : Cage (capitaine américain)
- Kang Yeon-Jeong : Ji-Min (directrice de l'école d'Ayla)
- Johnny Young : Lee (lieutenant américain d'origine sud-coréenne)
- Claudia van Etten (alias Claudia Memory Monroe) : Marilyn Monroe (chanteuse américaine)
- Altan Erkekli : Hüseyin Dilbirliği (père de Süleyman)
- Duygu Yetiş : İclal
- Caner Kurtaran : Sadık (sergent mécanicien)
- Ali Barkın : Pepe Muharrem
- Burç Kümbetlioğlu : Celal Atakul (adulte)
- Mehmet Esen : Celal Atakul (âgé) (colonel)
- İlber Gürtunca : İlhan
- Chaby Han : Sung Joon (journaliste coréen)
- Nilgün Kasapbaşoğlu : Ümmü Gülsüm Dilbirliği (mère de Süleyman)
- Mine Teber : Nevsal (épouse de Halit et mère de Nimet)
- Halil Kumova : oncle de Nuran
- Koray Ergun : Halit (époux de Nevsal et père de Nimet)
- Devrim Parscan : vétéran de guerre turc
- Eun-Min Ko : mère d'Ayla
- Wan-Ki Cho : père d'Ayla

### Invités
- Erkan Petekkaya : major d'İskenderun
- Toygan Avanoğlu : officier de Pusan

## Autour du film
Le film est inspiré de faits réels. Süleyman et Ayla ont vraiment existé. En effet, Süleyman Dilbirliği est mort en 2017 et Ayla, de son vrai nom Eunja Kim, est morte en 2025,,. Leur histoire a aussi fait l'objet d'un documentaire Ayla, My Korean Daughter (Kore Ayla), réalisé par la chaîne coréenne MBC.
Il représente la Turquie dans la catégorie « Meilleur film en langue étrangère » aux 90e Oscars. Néanmoins, il ne reçut aucun prix.

## Accueil

### Accueil critique
Il est noté 8,7/10 (26 084 votes) sur iMDB, 3,9/5 (33 votes) sur Allociné et 4,6/5 (1 698 votes) sur Beyazperde (Allociné turc).
Le film reçoit de manière générale un retour positif. Les critiques estiment qu'il s'agit d'un bon film dans l'ensemble, très touchant mais qu'il aurait pu aller plus loin dans sa façon d'aborder certains sujets. Deborah Young du Hollywood Reporter décrit le film comme une « longue et touchante fiction ». Burak Görel du Sözcü estime que le film, malgré sa réalisation « démodée », a « gagné le cœur des spectateurs ». Olkan Özyurt du Sabah regrette que le film ne soit pas plus universel dans son approche afin de toucher plus de personnes en dehors de la Corée du Sud et de la Turquie. Uğur Vardan du Hürriyet pense que le film est « propre » dans l'ensemble mais qu'il « mise tout sur le fait de faire pleurer les spectateurs ». Mehmet Açar de Habertürk regrette que le film n'a pas été plus loin en ce qui concerne le « combat contre la bureaucratie » de Süleyman et sur ce qu'être père signifie vraiment. Enfin, Atilla Dorsay de T24 est plus élogieux envers le film. Il estime que c'est un bon film qui fait du bien au cinéma turc et que les images réelles intégrées à la fin apporte un réel plus.

### Box office
En Turquie, en 46 semaines d'exploitation, le film est vu par 5 589 872 spectateurs et rapporte 66 055 255,76 livres turques. Pour l'année 2017, il s'agit du deuxième film turc le plus vu au cinéma, après Recep İvedik 5.